# تاديوس والسيك
تاديوس والسيك (بالبولندية: Tadeusz Walasek)‏ (15 يوليو 1936 – 4 نوفمبر 2011) هو ملاكم بولندي راحل، مثّل بلاده في الألعاب الأولمبية الصيفية في دورات 1956 و1960 و1964.

## روابط خارجية
تاديوس والسيك على موقع أوليمبيديا (الإنجليزية)
- تاديوس والسيك على موقع اللجنة الأولمبية البولندية (مؤرشف) (البولندية)